# Vepsä (ö i Södra Karelen)
Vepsä är en ö i Finland. Den ligger i sjön Saimen och i kommunen Ruokolax i den ekonomiska regionen  Imatra ekonomiska region  och landskapet Södra Karelen, i den södra delen av landet, 230 km nordost om huvudstaden Helsingfors. Öns area är 5,5 hektar och dess största längd är 410 meter i nord-sydlig riktning.